# 澳石楠
澳石楠，是杜鵑花科澳石楠屬的一種木本植物，原產於澳洲的東南部。花色為粉紅色的品種又稱為粉紅澳石楠，是澳洲維多利亞州的州花。

## 形態特徵
直立性灌木，株高一般在0.5－1公尺左右，最高可以長到2－3公尺高。葉小，長0.8－1.6公分，葉尖端銳尖似刺。晚秋至早春開花，花白色、粉紅色或紅色，沿著莖密集生長；花管狀，長1－2公分。花筒基部有五個陷入的凹痕，種小名impressa是「有印痕的或有凹痕的」的意思，就是形容這種特徵。果實為蒴果，長3.3－3.5公釐。
吸蜜鳥科的鳥類，例如東部尖嘴吸蜜鳥（Eastern Spinebill），會吸食澳石楠的花蜜，吸蜜鳥吸食花蜜時，澳石楠的花粉會附著在鳥頭的羽毛上，當它到另一朶花吸蜜時，同時也幫助澳石楠完成異花授粉。

## 分佈
澳石楠常見於南澳洲的洛福迪山脈（Mount Lofty Ranges），經過維多利亞州南部，往北至新南威爾斯南部，最遠到達克萊德河（Clyde River）的一大片區域內，生長在沿海地區和丘陵地帶附近。
在維多利亞州的格蘭屏（Grampians）和小沙漠（Little Desert）地區也有分佈。廣泛的分佈在塔斯馬尼亞。

## 象徵
澳洲的維多利亞州在1958年公告粉紅澳石楠為州花。維多利亞州也是澳洲的所有州中第一個有州花的州。
澳洲在1968年發行州花郵票，其中面額13分的郵票就是維多利亞州的州花粉紅澳石楠。

## 分類
澳石楠的模式標本是由法國植物學家Jacques Labillardière（雅克·拉比拉迪埃爾）於1793年在塔斯馬尼亞採集的，他在1805年描述了這種植物的特徵，並將它命名為Epacris impressa，也就是現在使用的學名。

## 品種
- 'Bega'（比加）－來自新南威爾斯州比加的品種，花鮮紅色。[3]
- 'Cranbourne Bells'（克蘭伯恩之鐘）－來自維多利亞州克蘭伯恩的品種，在克蘭伯恩皇家植物園附近發現的品種[9]。重瓣品種，花含苞待放時呈淡粉紅色，之後花色逐漸變淡，至完全開放時變為白色[10]。
- 'Double Pink'（重瓣粉）－重瓣品種。
- 'Grampians'（格蘭屏）－花淡粉紅色。
- 'Grandiflora'（大花）－單瓣品種，葉及花比其他品種更大。

## 栽培

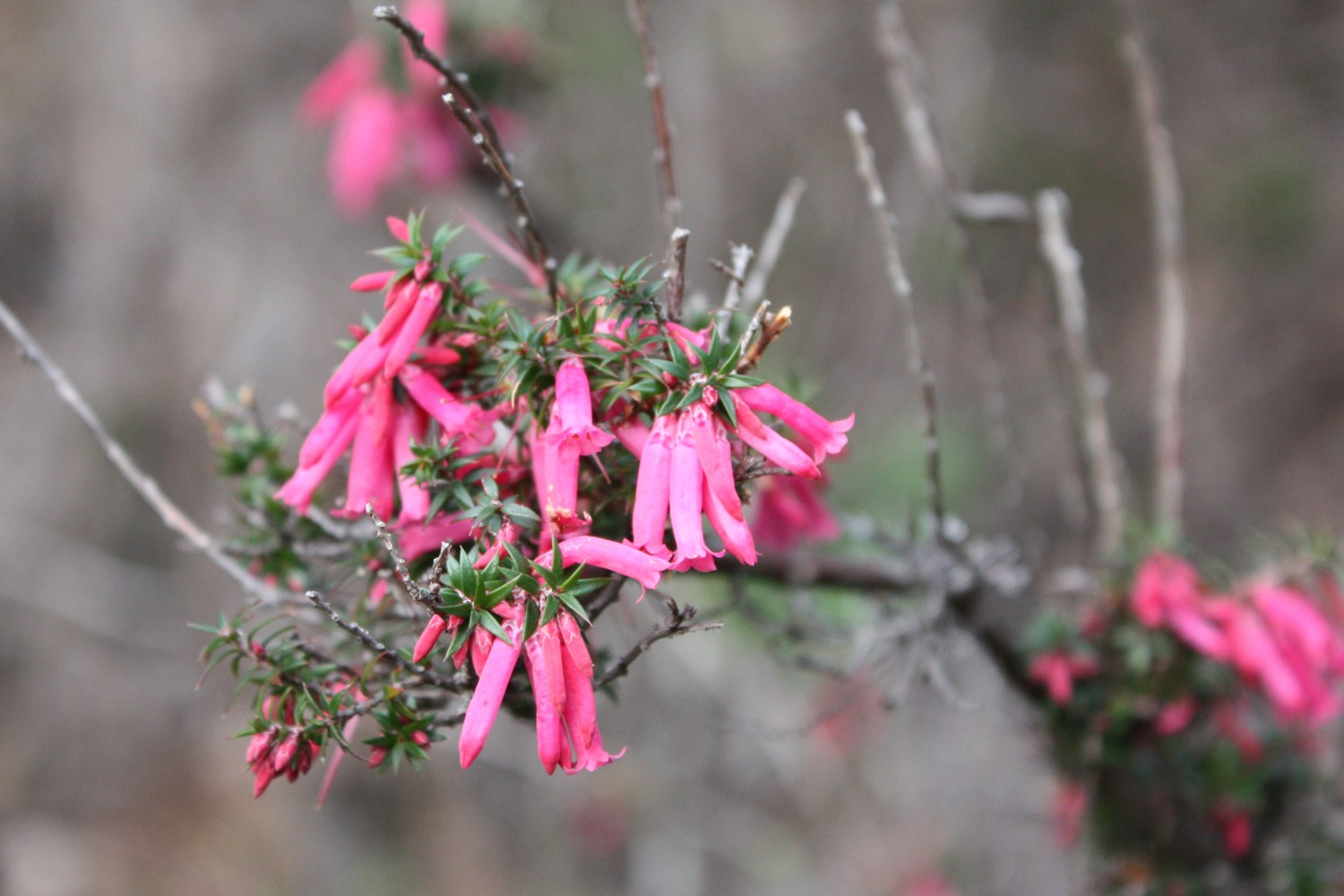
粉紅澳石楠

英格蘭在1825年時就已經引入澳石楠栽培，但是大多數種在溫室內，種在室外時易遭受霜害。
澳石楠喜歡生長在濕潤且排水良好的酸性土壤裡。也可以栽種在濱海的花園裡，不過種的位置需選擇有掩蔽的地方。以播種及扦插繁殖，不過這兩種繁殖方式都很困難，扦插時，插穗採自花停止開放後長出的枝條，以六個星期大的頂芽嫩枝最佳，扦插後放在噴霧床下約二十個星期可以得到最滿意的效果。